# Tatrzańskie Koleje Elektryczne
Tatrzańskie Koleje Elektryczne (słow. Tatranské elektrické železnice, TEŽ) – dwie linie kolei słowackich obsługujących połączenia u podnóża Tatr Wysokich. Pierwsza z nich kursuje na trasie Poprad – Stary Smokowiec – Szczyrbskie Jezioro. Liczy ona 29,110 km. Druga zaś, krótsza, położona została na linii Stary Smokowiec – Tatrzańska Łomnica. Ta liczy sobie 5,983 km. Linie te, choć o rozstawie szyn 1000 mm, stanowią oficjalnie część państwowej kolei słowackiej i oznaczone są właściwymi numerami – odpowiednio 183 i 184. W szerokim tego wyrażenia znaczeniu do tatrzańskich kolei elektrycznych zalicza się również kolej zębatą ze Szczyrby do Szczyrbskiego Jeziora i kolej na Hrebienok, jednak nie są one uwzględnione w tym artykule. Popularna „elektriczka” (w języku słowackim električka to tramwaj) łączy większość turystycznych i uzdrowiskowych osad miasta Wysokie Tatry; w wielu miejscach biegnie równolegle do samochodowej Drogi Wolności.

## Historia

### Kolej w dobie Austro-Węgier
Pierwsze powstające na Podtatrzu koleje doprowadziły do szybkiego rozwoju ruchu turystycznego na tym terenie. Po stronie galicyjskiej (obecnie polskiej) była to linia Chabówka – Zakopane, uruchomiona w 1899 roku. Po stronie węgierskiej (obecnie słowackiej) pierwszymi połączeniami kolejowymi były natomiast Kolej Koszycko-Bogumińska, która dotarła do Popradu 6 grudnia 1871 roku, oraz linia Poprad – Kieżmark, uruchomiona 18 grudnia 1889 i przedłużona w 1895 do Podolińca. W tym samym roku, 1 września 1895 otwarta została linia do Tatrzańskiej Łomnicy. W roku 1896 zlecono budowę kolei zębatej Szczyrba – Szczyrbskie Jezioro. W 1904 roku połączenie ze Smokowcem zabezpieczały zaprzęgi końskie i omnibusy, a od 2 sierpnia 1904 nawet trolejbusy. Te jednak okazały się niewystarczające, a popradzcy przedsiębiorcy Vincent Matejka i Viliam Krieger, z których inicjatywy trolejbus uruchomiono, podjęli decyzję o budowie toru, który łączyłby Poprad i Stary Smokowiec. Rozstaw szyn miał wynosić 1000 mm, a linia miała być zelektryfikowana pod napięciem 550 V. Koncesja na budowę tego połączenia została udzielona w dniu 27 sierpnia 1906.
Jak się jednak okazało, inwestycja przerosła możliwości koncesjonariuszy. W związku z tym koncesję odkupiła budapeszteńska firma Phoebus, która doprowadziła prace do końca. Tory z Popradu do tatrzańskich uzdrowisk ułożono w latach 1906–1907, a uroczyste otwarcie linii z Popradu do Starego Smokowca miało miejsce 20 grudnia 1908 roku. Otwarcia tego dokonał hr. Aehrenthal. Trzy dni wcześniej – 17 grudnia 1908 roku – oddano do użytku kolej na Siodełko (Hrebienok). Niemalże dokładnie trzy lata później otwarto kolejne odcinki, od Smokowca do Tatrzańskiej Łomnicy oraz od Smokowca do Tatrzańskiej Polanki. Wreszcie, 13 sierpnia 1912, uruchomiona została linia do Szczyrbskiego Jeziora. Koleje nosiły wówczas węgierską nazwę Tátrai Villamos HÉV.
Prócz pasażerów pociągi woziły również cegły, cement i inne towary, niezbędne dla rozbudowywujących się miejscowości podtatrzańskich. Dzięki dobrej kondycji dotychczasowych połączeń, planowano dalszą rozbudowę sieci. W planach znajdowała się między innymi linia ze Szczyrbskiego Jeziora przez Podbańskie (w 1913 uzyskano koncesję na budowę tego odcinka) do Liptowskiego Gródka, odgałęzienie do Popradzkiego Stawu, a także z Tatrzańskiej Łomnicy do Tatrzańskiej Kotliny oraz Lewoczy, względnie dalej na stronę polską. Do realizacji tych pomysłów jednak nie doszło z powodu wybuchu wojny w 1914 roku.
Na przełomie lat 1910–1919 i lat 20. własność nad koleją przechodziła z rąk do rąk, by ostatecznie trafić do angielsko-węgierskiego banku Aegisz z siedzibą w Budapeszcie. Dzięki zainstalowaniu pługów śnieżnych od przełomu lat 1923 i 1924 połączenia były utrzymywane także zimą.

### Czechosłowacja
Aż do 1928 roku pociągi używały odbieraków prądu typu lira, później zamienionego na pantograf. W latach 30. do parku taborowego trafiły pierwsze pojazdy produkowane w Czechosłowacji.
W 1948 roku koleje tatrzańskie zostały znacjonalizowane, później przez ponad czterdzieści lat pozostawały własnością Czechosłowackich Kolei Państwowych. Od 1992 roku nadzór sprawują Koleje Republiki Słowackiej.
W latach 50. rozpoczęto wymianę taboru – dostarczono pojazdy M 49.0. Nie sprawdziły się one jednak, więc w latach 60. zakupiono trójczłonowe pojazdy nowego typu – EMU 89.0 (obecnie oznaczane jako 420.9). Do roku 1970 nowe pojazdy pochodziły z rodzimych zakładów ČKD. Ich projekt oparto na doskonałych i sprawdzonych tramwajach „szybkobieżnych” standardu PCC (typy Tatra T2 i Tatra T3). Były też wyprodukowane w tych samych zakładach.
Na potrzeby narciarskich mistrzostw świata 1970, które odbywały się w Wysokich Tatrach, kolej zmodernizowano. Piętnaście lat później dostarczono dwie lokomotywy z radzieckiej Kaługi, wykorzystywane w ruchu gospodarczym.

### Obecnie
Ostatnia renowacja miała miejsce na przełomie wieków. Wówczas to rozpoczęto wymianę pochodzących z lat 60. wagonów typu 420.9 na nowe serii 425.9, które zostały wyprodukowane według szwajcarskiej licencji na Słowacji. Obecnie kolej zasilana jest prądem o napięciu 1500 V. Przejazd w relacji z Popradu do Szczyrbskiego Jeziora zajmuje ok. 1 h 40 minut, natomiast czas jazdy w relacji powrotnej jest krótszy o ok. 20 minut.

## Mapa sieci

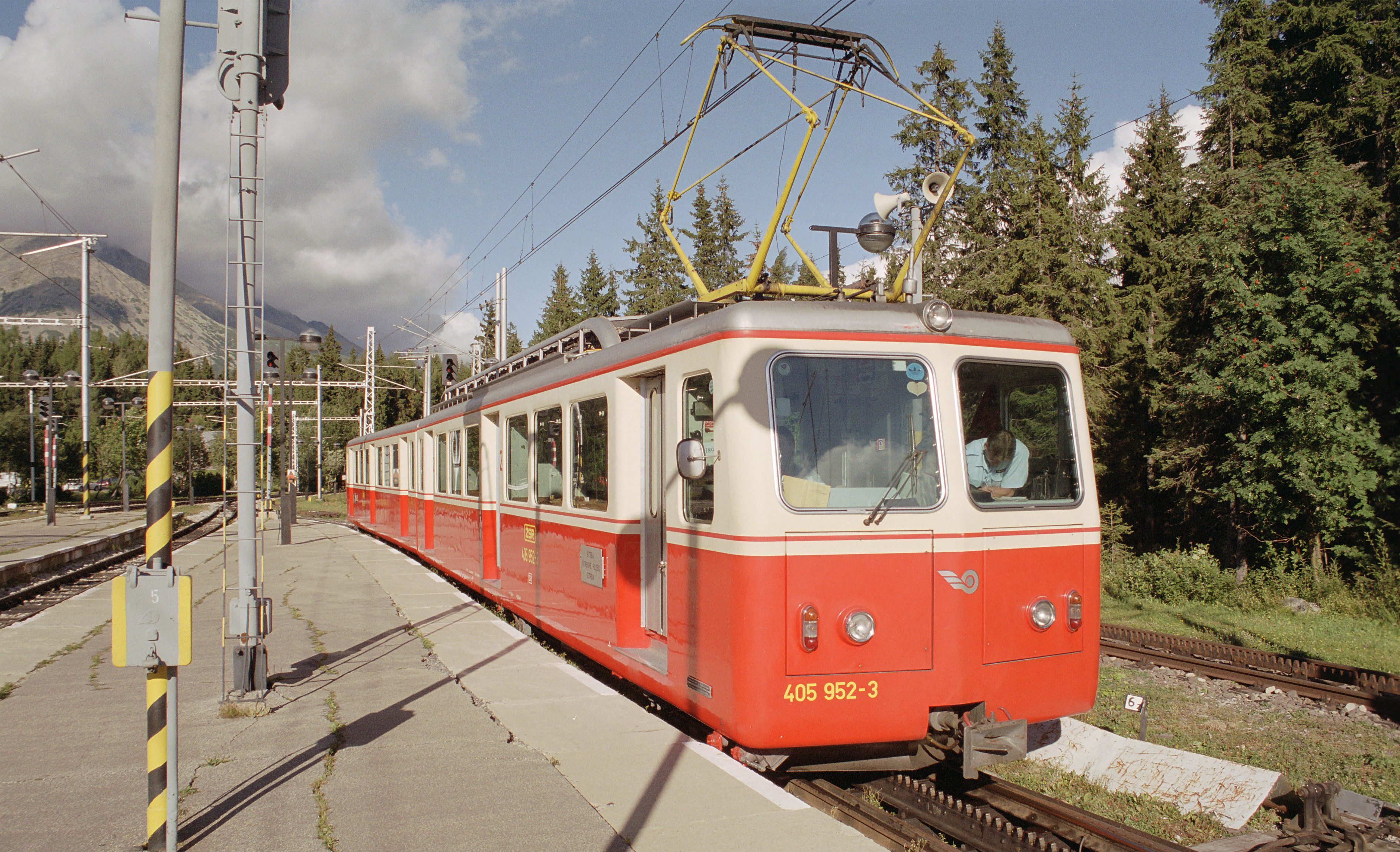
Wagon typu ŽSR EMU 405.95 (dawniej ČSD EM 29.0)
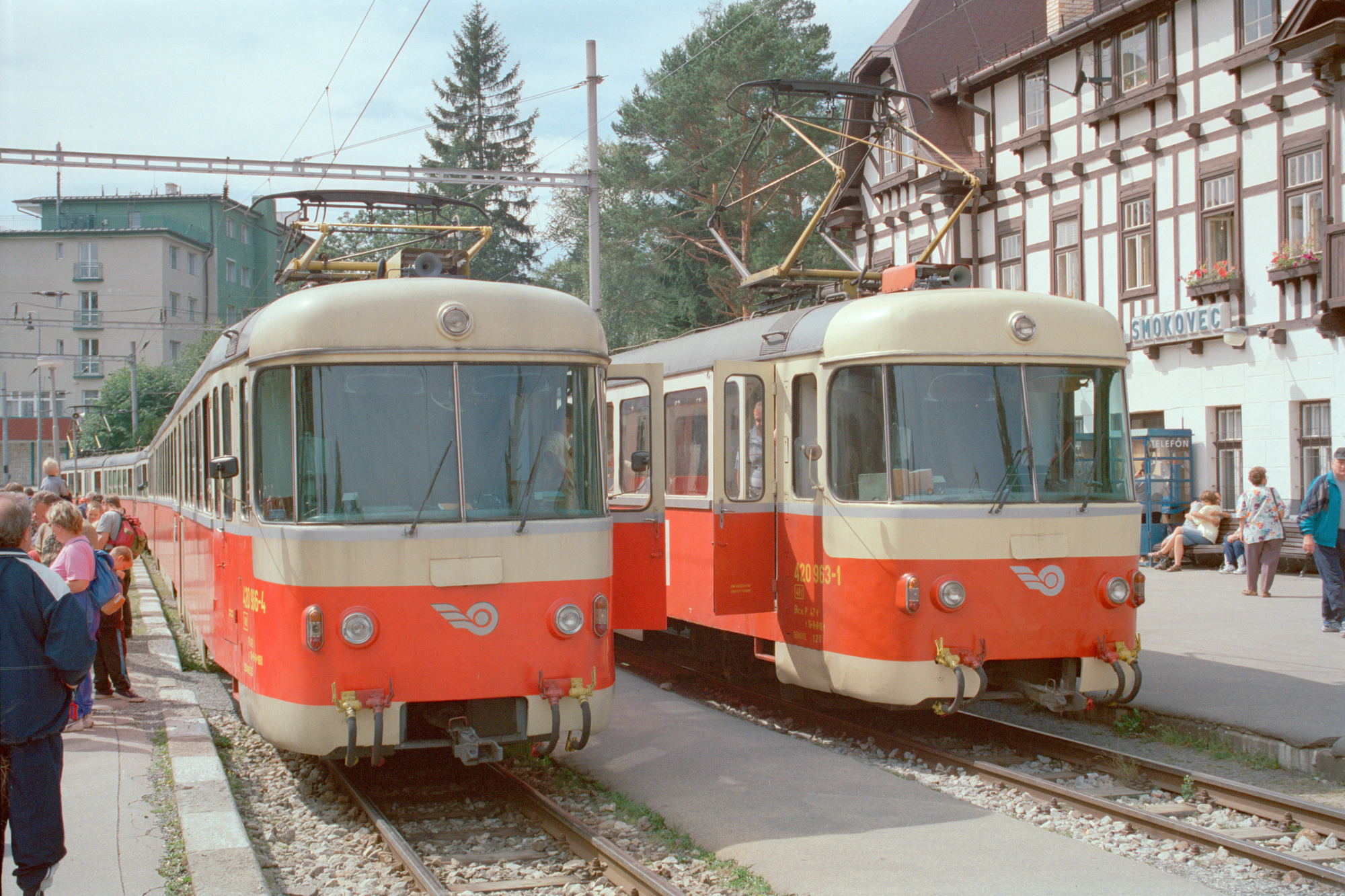
Wagon typu ŽSR EMU 420.9 (dawniej ČSD EM 89.0)
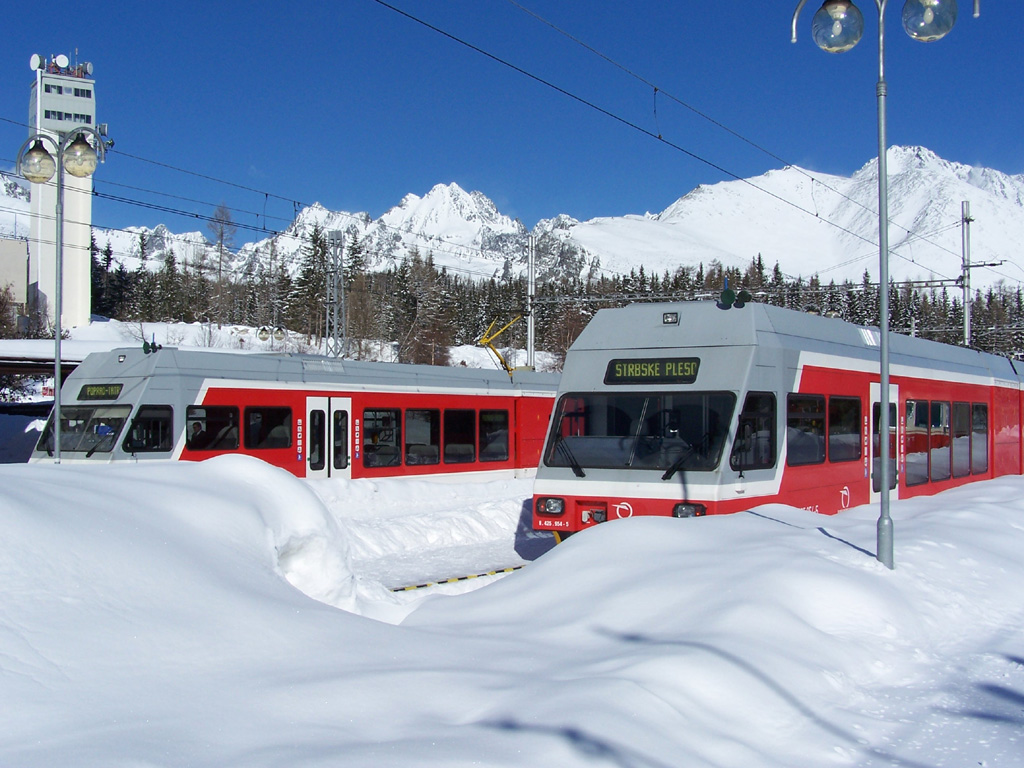
Wagon typu ŽSR EMU 425.9
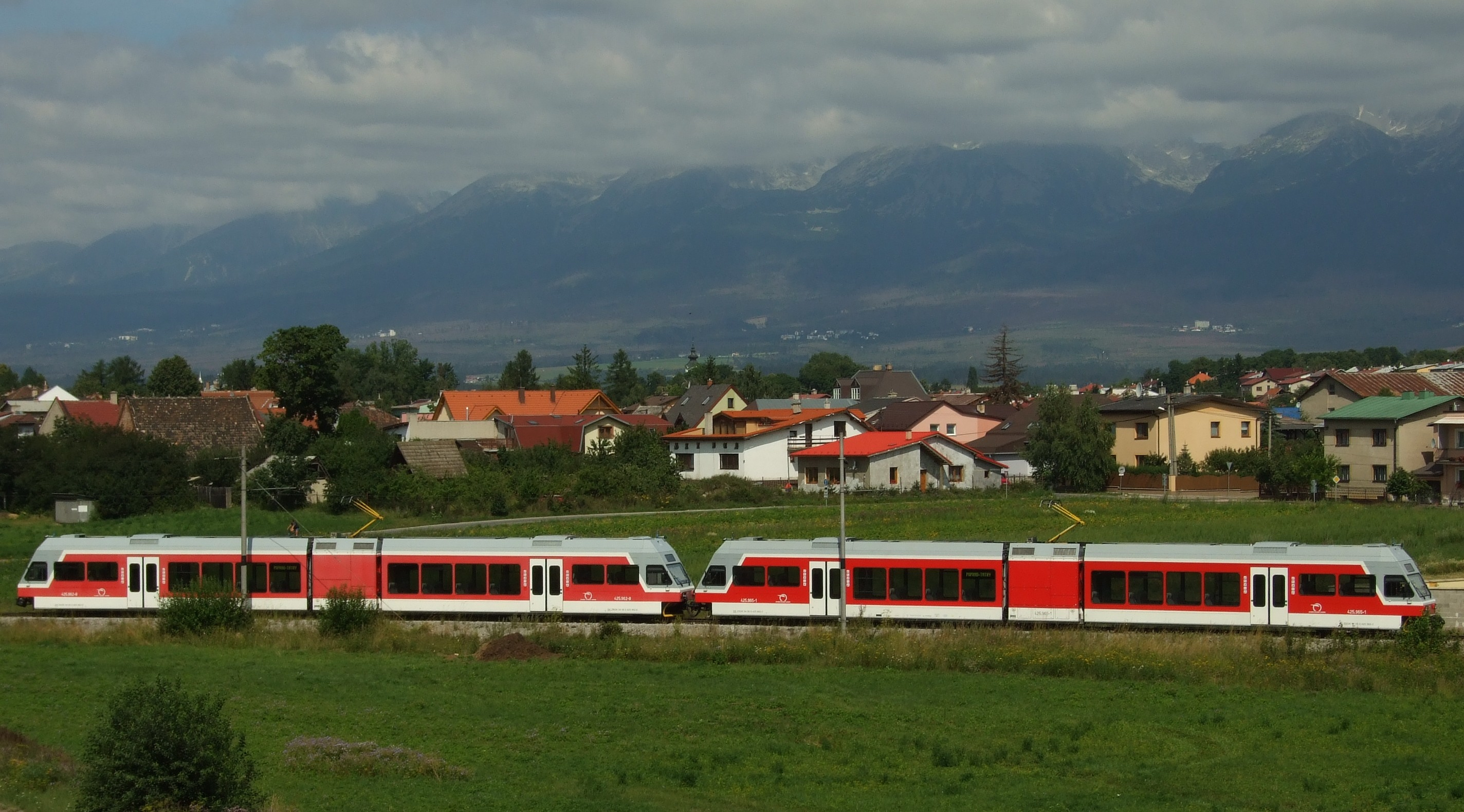
Wagony typu ŽSR EMU 425.9
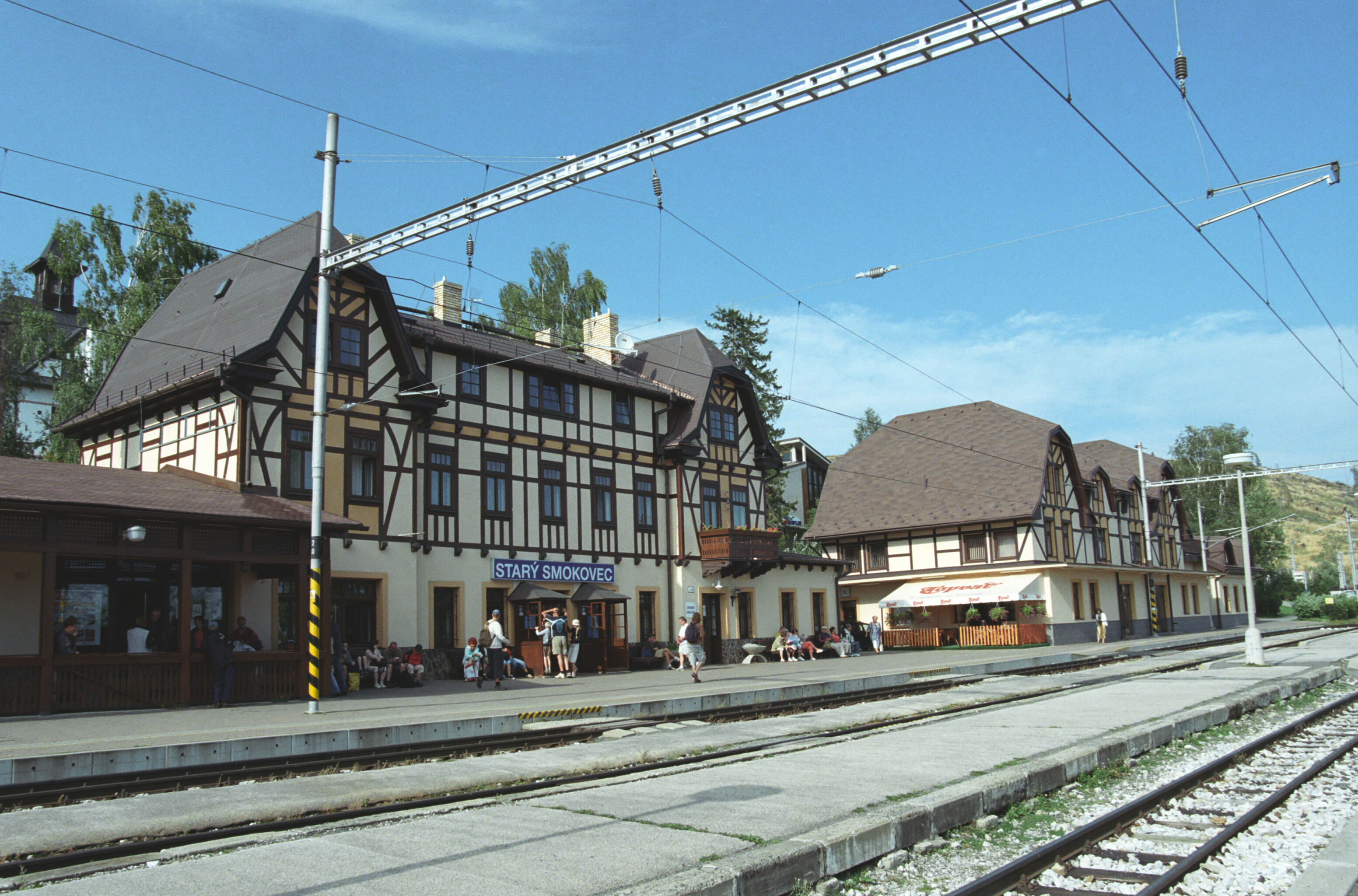
Dworzec w Starym Smokowcu
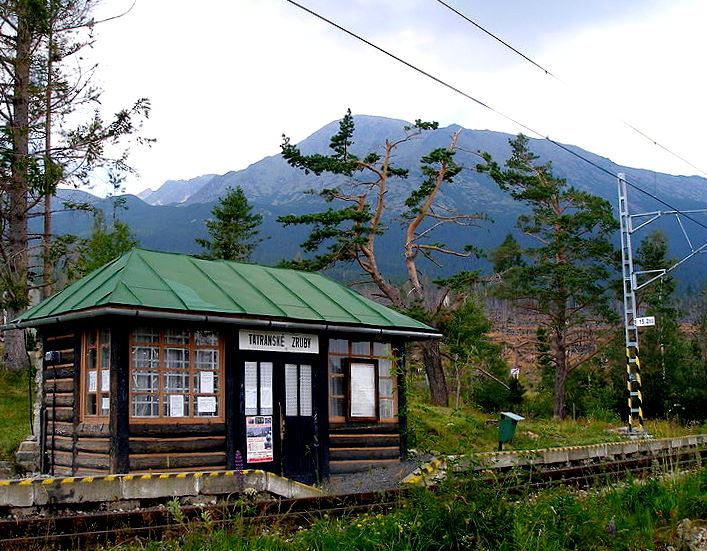
Przystanek Tatrzańskie Zręby
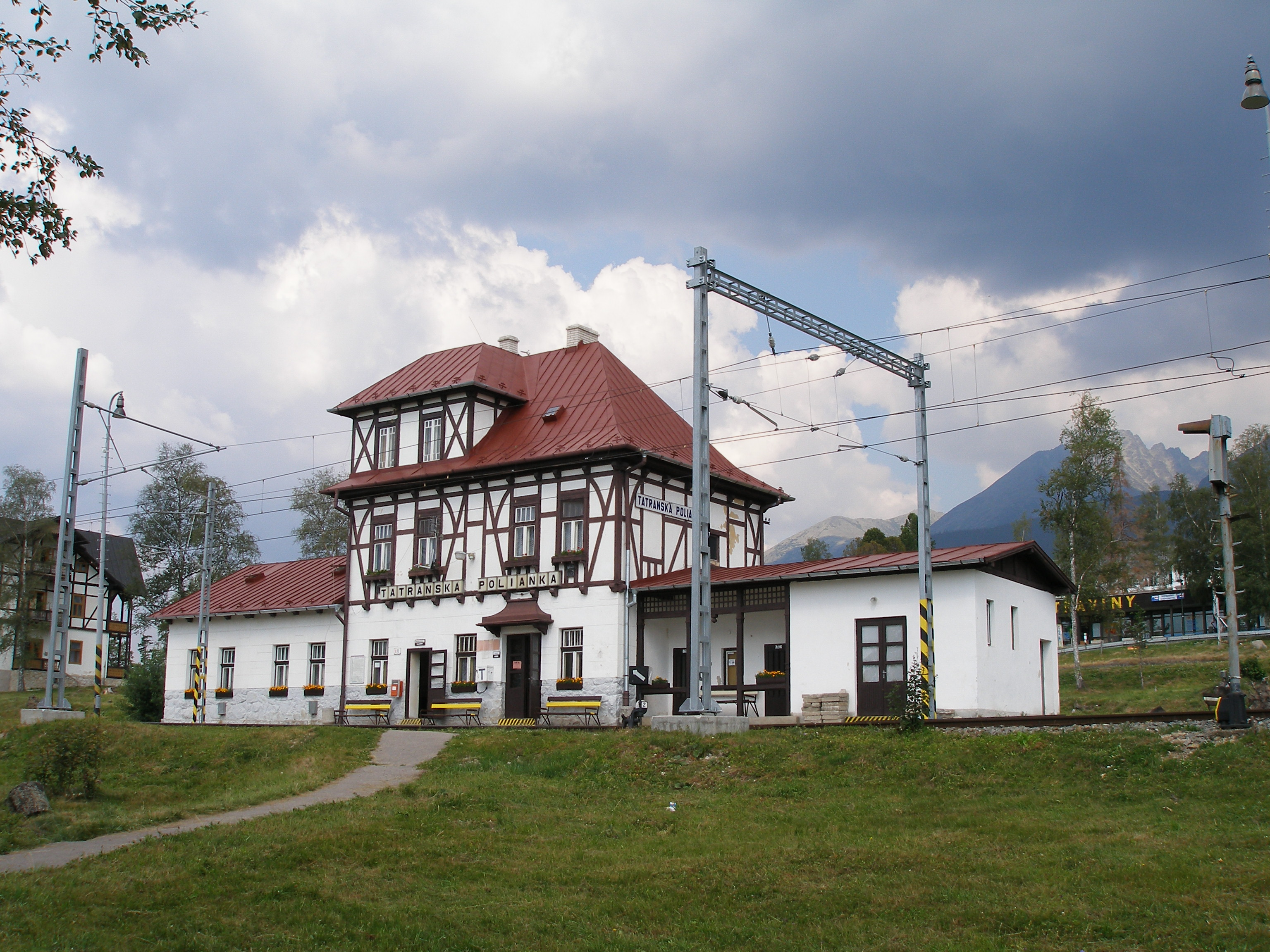
Dworzec w Tatrzańskiej Polance